# Posener Provinzial Sängerbund
Posener Provinzial Sängerbund (pol. Niemiecki Związek Śpiewaczy na Prowincję Poznańską) – niemiecki związek śpiewaczy z siedzibą w Poznaniu.
Związek powstał w 1852 i w momencie zrzeszenia skupiał dwadzieścia chórów, korzystając z finansowego i moralnego wsparcia zaborczych władz pruskich. W 1895 było w nim 55 towarzystw z 1090 członkami. Prawie corocznie organizowano walne, trzydniowe zjazdy chóralne, najczęściej w Poznaniu, ale też w Bydgoszczy, Międzyrzeczu, Rawiczu i Ostrowie Wielkopolskim. Na 50-lecie istnienia w 1902 związek otrzymał wsparcie finansowe od poznańskiej rady miejskiej w wysokości 2000 marek. W 1903 prezesem został Fritz Gambke, który podjął działania mające na celu podniesienie poziomu artystycznego zrzeszonych chórów. Od 1913 organizacji przewodził prawnik, Fritz Hartwig. W 1914 działało w Poznaniu trzynaście świeckich chórów niemieckich zrzeszonych w związku.